# 1er régiment interarmes d'outre-mer
Pour les articles homonymes, voir 1er régiment.
Le 1er régiment interarmes d’outre-mer (1er RIAOM) est un régiment des troupes de marine de l'Armée de terre française, en garnison au Sénégal. Il reprend les traditions du 1er régiment de tirailleurs sénégalais.

## Création et différentes dénominations
- 1er avril 1965 : création du régiment
- 31 juillet 1974 : dissolution, formation du 10e bataillon d'infanterie de marine

## Historique
Le 1er RIAOM est créé à Dakar, implanté au camp Leclerc avec un centre d'instruction sur l'île de N'Gor. Il regroupe les unités précédemment stationnées au Sénégal :
- l'état-major, une compagnie de commandement, d'appui et de soutien et deux compagnies parachutistes, issues du 7e régiment de parachutistes d'infanterie de marine,
- un escadron blindé (automitrailleuses Ferret) et une section de transport, issus du 10e régiment interarmes d'outre-mer,
- une section de livraison par air,
- une section légère de réparation,
- le 1er PALTDM (peloton d'avions légers des troupes de marine), équipée de Piper PA-22 Tri-Pacer.

Le 1er RIAOM est notamment chargé de permettre l'intervention éventuelle de la 11e division en Afrique, en offrant les capacités logistiques nécessaires ainsi qu'en menant des combats d'avant-garde. Par ailleurs, le 1er PALTDM est engagé au Tchad de 1969 à 1973,,, et est également déployé en Mauritanie.
Le régiment est dissous le 31 décembre 1974 à la suite de nouveaux accords de défense franco-sénégalais. Le camp Leclerc est remis à l'Armée sénégalaise.

## Drapeau
Le drapeau du régiment est celui du 1er RTS,, qui porte les inscriptions :
- Sénégal-Soudan 1890
- Dahomey 1892
- Côte d'Ivoire 1893-1895
- Madagascar 1895
- Congo-Tchad 1900
- Mauritanie 1904-1913
- Maroc 1908-1913
- Grande Guerre 1914-1918
- Guerre 1939-1945

Le 1er RIAOM hérite également des décorations du 1er RTS et ses hommes portent la fourragère aux couleurs de la médaille militaire.

## Insigne
L'insigne présente, brochant sur l'ancre des troupes de marine, le parachute, symbole des éléments aéroportés, chargé d'un baobab (arbre typique du Sénégal) et en pointe le heaume de l'Arme blindée.